# Monilearia oleacea
Monilearia oleacea is een slakkensoort uit de familie van de Cochlicellidae. De wetenschappelijke naam van de soort is voor het eerst geldig gepubliceerd in 1852 door Shuttleworth.